# Aidia racemosa
Aidia racemosa ist eine Pflanzenart in der Familie der Rötegewächse aus Südostasien und dem nördlichen bis westlichen Australien.

## Beschreibung
Aidia racemosa wächst als immergrüner, schnellwüchsiger Strauch oder Baum bis über 15(25) Meter hoch.
Die kurz gestielten, dünnledrigen, einfachen Laubblätter sind kahl und oft gegenständig, aber manchmal fehlt ein Blatt, besonders bei den Blütenständen. Der kurze Blattstiel ist 5–6 Millimeter lang. Die 7–12 Zentimeter langen und bis 4 Zentimeter breiten, spitzen bis zugespitzten, ganzrandigen, eiförmigen, -lanzettlich bis elliptischen oder verkehrt-eilanzettlichen Blätter sind oberseits dunkelgrün, glänzend und unterseits hellgrün. Die gelblichen Nervatur ist, oft wechselnd, gefiedert. Die kleinen, dreieckigen, kurz verwachsenen und interpetiolaren Nebenblätter sind oft abfallend.
Es werden (pseudo)-achselständige, zymöse, fast kahle und kurze, wenig- bis mehrblütige Blütenstände gebildet. Es sind kleine Tragblätter vorhanden. Die kleinen, weißlichen, stark duftenden und meist fünfzähligen, zwittrigen Blüten mit doppelter Blütenhülle sind kurz gestielt. Der becherförmige, sehr kleine Blütenbecher ist fast kahl, mit sehr kleinen Kelchzähnchen. Die Blütenkrone ist in einer kurzen, am Schlund behaarten Kronröhre verwachsen, mit etwas längeren, 5–6 Millimeter langen, ausladenden Zipfeln. Die Staubblätter mit sehr kurzen Staubfäden und langen, länglichen Antheren sitzen oben in der Kronröhre. Der Fruchtknoten mit einem dicklichen Griffel mit keulenförmiger, langer und geriffelter Narbe ist unterständig.
Es werden kleine, bis 8–10 Millimeter große und mehrsamige, zur Reife rote, ellipsoide bis eiförmige oder verkehrt-eiförmige, glatte Beeren (Scheinfrucht) mit Kelchresten an Spitze gebildet. Die bis etwa 10 kleinen, bis etwa 2 Millimeter großen Samen sind hart.

## Vorkommen
Aidia racemosa kommt von Thailand bis Taiwan und zu den Inseln im westlichen Pazifik vor.

## Verwendung
Die süß-säuerlichen Früchte sind essbar.